# Слова и музыка (фильм, 2004)
«Слова и музыка» — российский мелодраматический фильм 2004 года режиссёра Ивана Соловова). Ремейк одноимённого французского фильма 1984 года Эли Шураки.
Участник основного конкурса «Кинотаврa». Премьера в мире — 2 сентября 2004 года. Дата выхода в России — 9 сентября 2004 («Каро-Премьер»).

## Сюжет
Успешная женщина за 40 (Сотникова) заводит интрижку с молодым начинающим певцом (Башаров), которая вскоре перерастает в бурный роман, который оба героя уже не в силах оборвать.

## В ролях
- Вера Сотникова — Маргарита (Марго) Львовна Ланская
- Марат Башаров — Женя Кронин
- Сергей Газаров — Лёва Канель
- Евгений Стычкин — Миша Егоров
- Алексей Гуськов — Пётр Ланской
- Амалия Мордвинова — Фёкла
- Дарья Повереннова — Катя
- Елена Захарова — Карина
- Анастасия Сиваева — Ира, дочь Маргариты
- Аркадий Инин — глава издательства
- Станислав Садальский — продюсер
- Юлия Чичерина — Вика
- Игорь Наджиев — Шубин

## Саундтрек
В официальный саундтрек фильма вошли сингл Найка Борзова «Ради любви», а также композиции Юлии Чичериной и групп «Ундервуд», «Звери», «Магнитная аномалия» и «Пилот».

## Критика
Автор издания «Новый взгляд» Елена Чайкина писала: «„Слова и музыка“ напоминает фильмы на производственную тему, в огромных количествах снимавшиеся в брежневские времена. Те самые, где правильные „кузьмичи“ воспитывают тунеядцев и расхитителей народного добра, параллельно влюбляясь в активисток-стахановок. Фильм „Слова и музыка“ из той же серии, только вместо производственной темы, в ней обсасывается проблема чувств и взаимоотношений». Лидия Маслова отмечала: «Героиня-продюсерша (Вера Сотникова), знаменитая умением открывать новые таланты, примечает в убогом шалмане двух музыкантов-самородков двадцати с небольшим лет. Их играют Марат Башаров и Евгений Стычкин, что уже само по себе смешно. Чтобы замаскировать свой слишком очевидный возраст, двое взрослых мужчин всё время подпрыгивают, приплясывают, дружески брыкаются, сшибая окружающие предметы, и издают всякие молодёжные звуки, в том числе и музыкального характера. Несмотря на крайнюю глупость их поведения, а может, и наоборот, благодаря ей, у впавшей в педофилию продюсерши завязывается с героем господина Башарова роман, осложнённый тем, что у нее и так уже есть и муж-писатель (Алексей Гуськов), и любовник-коллега (Сергей Газаров), пытающийся подкупить молодого соперника: отступись, мол, от нее, а я тебе — карьеру и славу». Портал Кино-театр.ру положительно оценил работу Соловова, резюмируя: «Российский ремейк знаменитого французского фильма — это эмоциональная, весёлая и, очень заводная история, коктейль музыки, любви и приключений очень разных героев».